# Paul Hadlatsch
Paul Hadlatsch, také Pavel Hadlač (25. dubna 1912 Vídeň – 10. září 1954 Kolín nad Rýnem) byl odborník v oboru spalovacích motorů a pedagog.

## Život a působení
Narodil se ve Vídni, vyrůstal u své babičky v Rudolfově. Vystudoval na Německé vysoké škole technické v Praze. Poté pracoval u firmy Kloeckner Humboldt Deutz AG v Kolíně nad Rýnem, kde byl autorem vynálezu, který se týká systému vstřikování paliva a hydraulického ovládání ventilů u spalovacích motorů. V roce 1948 začal učit na technické univerzitě v Cáchách (RWTH Aachen University). Jeho hlavním dílem je kniha Berechnung der Druckwellen in Brennstoffeinspritzsystemen und in hydraulischen Ventilsteuerungen (Výpočet tlakových vln v systémech vstřikování paliva a v ovládacích prvcích hydraulických ventilů).